# Viatcheslav Malafeyev
Viatcheslav Alexandrovitch Malafeev - em russo, Вячеслав Александрович Малафеев (Leningrado, atual São Petersburgo, 4 de março de 1979) é um ex-futebolista russo que joga na posição de goleiro.
Seu sobrenome costuma ser romanizado também como "Malafeev".

## Clubes
Começou profissionalmente em 1997, na terceira divisão russa pelo time B do Zenit São Petersburgo, de sua cidade. Foi alçado à equipe principal, na Liga Premier Russa, em 1999, tornando-se o goleiro titular da equipe em 2001 , depois que o armênio Roman Berezovski deixou o Zenit.
Permaneceu como titular dos Sine-Belo-Golubye até a temporada 2012-13, quando perdeu a vaga para o jovem Yuri Lodigin, disputando apenas 2 jogos. Encerrou sua carreira em 2015, aos 36 anos, quando, na partida contra o Lokomotiv, jogou 87 minutos e deu lugar a Yegor Baburin, o quarto goleiro do Zenit.

## Seleção Russa
Com passagem pelas seleções de base, Malafeyev passou a fazer parte das convocações da Seleção Russa a partir de 2000, porém não foi lembrado pelo Oleg Romantsev para a Copa de 2002 nem para a terceira opção ao gol, uma vez que Aleksandr Filimonov foi convocado para ocupar a vaga (Ruslan Nigmatullin e Stanislav Cherchesov foram os outros 2 goleiros que foram à competição sediada por Japão e Coreia do Sul).
Sua estreia ocorreu em 2003, nas Eliminatórias da Eurocopa de 2004, contra o País de Gales. A Rússia classificou-se ao torneio e Malafeyev, convocado como goleiro reserva, acabou jogando duas das três partidas da seleção na Euro, devido à suspensão do titular Sergey Ovchinnikov. Os russos caíram na primeira fase após derrotas para os anfitriões portugueses e também para os espanhóis. Ironicamente, venceram a Grécia, sendo a única equipe a bater a futura campeã da competição. Malafeyev saiu do torneio como o goleiro principal da seleção.
Uma lesão em 2005, entretanto, fez-lhe perder a titularidade na Seleção Russa para Igor Akinfeyev e também no Zenit, onde por um tempo o eslovaco Kamil Čontofalský foi o goleiro titular. Voltou ao gol russo quando foi a vez de Akinfeyev machucar-se e ganhar nova concorrência no gol da seleção, com a volta de Akinfeyev e do surgimento das promessas Vladimir Gabulov e Dmitriy Borodin. Malafeyev ganhou força após conquistar com o Zenit - o único clube que defendeu até então - o primeiro campeonato russo do time, em 2007, e depois de, pela Rússia, defender um pênalti contra a Macedônia nas Eliminatórias da Eurocopa de 2008, na qual foi convocado (exatamente no mesmo dia em que conquistou pelo Zenit a Copa da UEFA de 2008, o maior troféu da equipe, única de seu país, ao lado do CSKA Moscou, a ter ganho um título europeu) e viu do banco de reservas a grande campanha da seleção, que só caiu na semifinal diante da futura campeã Espanha.
Participou também da Eurocopa de 2012, a primeira (e também a única dele como titular) porém a Rússia não repetiu as atuações da edição anterior e caiu na primeira fase. Aquela foi a última competição de Malafeyev na seleção, pela qual atuou em 29 jogos. Em agosto, disse que não jogaria mais pela Rússia, alegando que pretendia ficar por mais tempo com sua família.

## Vida pessoal
Viatcheslav foi casado com Marina Malafeeva, com quem teve dois filhos, Ksenia e Maxim. Marina (que trabalhava como produtora musical) morreu em um acidente de carro na manhã de 17 de março de 2011, aos 37 anos.

## Títulos

### Zenit
- Campeonato Russo: 2011-12, 2014–15
- Copa da Rússia : 1999, 2010
- Super Copa da Rússia: 2008, 2011
- Copa da UEFA: 2007-08
- Supercopa da UEFA: 2008